# Pickwickklubben (TV-serie)
Pickwickklubben (eng: The Pickwick Papers) är en brittisk TV-serie från 1985. Serien är producerad av BBC och är baserad på Charles Dickens roman Pickwickklubben. I huvudrollerna ses Nigel Stock, Alan Parnaby, Clive Swift och Patrick Malahide.

## Rollista i urval
- Nigel Stock - Samuel Pickwick, grundaren av Pickwickklubben
- Jeremy Nicholas - Mr. Nathaniel Winkle
- Alan Parnaby - Mr. Augustus Snodgrass
- Clive Swift - Mr. Tracy Tupman
- Phil Daniels - Sam Weller, Mr. Pickwicks betjänt
- Howard Lang - Tony Weller, Sams far
- Patrick Malahide - Mr. Alfred Jingle
- Colin Douglas - Mr. Wardle
- Milton Johns - Mr. Perker, Pickwicks advokat
- Pip Donaghy - Job Trotter, Jingles betjänt
- Jo Kendall - Mrs. Bardell, Pickwicks hyresvärdinna
- Dione Inman – Isabella Wardle
- Valerie Whittington – Emily Wardle
- Ned Williams – Master Bardell
- David Nunn – Joe
- Patience Collier – gamla mrs. Wardle
- Freda Dowie – Rachel Wardle
- Hugh Ross – Jackson
- Tamsin Heatley – Mary
- Sarah Finch – Arabella Allen
- Shirley Cain – Miss Witherfield
- Dallas Cavell – Roker
- Gerald James – Dr. Slammer
- John Patrick – Lt. Tappleton
- Russell Denton – servitör på Bull Inn
- Anthony Roye – Dodson
- Kenneth Waller – Fogg
- Alan Mason – döende fånge
- Paddy Ward – Wardle, tjänare
- John Woodnutt – sergeant Snubbin
- Michael Ripper – Phunkey
- Nicholas Jeune – Trundle
- June Ellis – Cook
- Richard Henry – Lowten
- David Beckett – Benjamin Allen
- Deddie Davies – Mrs. Cluppins
- Stephen Finlay – Bob Sawyer
- George Little – Peter Magnus